# プファルツ＝フェルデンツ

プファルツ＝フェルデンツ
Pfalz-Veldenz

1592年のプファルツ＝フェルデンツ

プファルツ＝フェルデンツ（ドイツ語：Pfalz-Veldenz）は、1543年のマールブルク条約によりプファルツ＝ツヴァイブリュッケンから分離して成立した神聖ローマ帝国の公国（Fürstentum）。モーゼル川流域のフェルデンツ領に加え、初期にはグランタルの領地が含まれていた。1559年から1566年において、グッテンベルクとヴォージュ・デュ・ノールのリュッツェルシュタイン伯領の半分はプファルツ選帝侯領の相続によるものであった。この家系は1694年に断絶し、1733年に40年に及ぶ紛争を経て、プファルツ＝フェルデンツは契約によりプファルツ選帝侯、プファルツ＝ズルツバッハ、プファルツ＝ビルケンフェルトの間で分割された。

## 歴史
1543年のマールブルク条約では、ヴィッテルスバッハ家の全家系において相互に相続権を主張することを規制したが、プファルツ＝ツヴァイブリュッケン公ヴォルフガングの叔父で後見人であるループレヒトが自身とその子孫のために独自の領土を持つことが決められた。ループレヒトは翌1544年に死去した。息子のゲオルク・ヨハン1世が成人すると親政を開始した。その領土には、フェルデンツに加えて、ラウターエッケン、イェッテンバッハ、および歴代のプファルツ＝フェルデンツ公の墓があるクーゼル近くの聖レミギウス修道院が含まれていた。
1553年、ヴォルフガングはヴィッテルスバッハ家の諸家系の相互相続権を規制するハイデルベルク継承条約において、プファルツ＝フェルデンツをリュッツェルシュタイン伯領、グッテンベルク領の半分およびアルゼンツの3分の2を含む領域まで拡大させた。1584年、ラートザムハウゼン家からシュタイン領を47,000ギルダーで買い取った。
プファルツ＝フェルデンツは、ヴィッテルスバッハ＝プファルツ家の他の家系と同様に、帝国クライスのクールライン・クライス（ハイデルベルク選帝侯が議席と投票権を持っていた）ではなくオーバーライン・クライスに属していた。
プファルツ＝フェルデンツ家は1694年に断絶した。長い論争の後、1733年にプファルツ＝フェルデンツはマンハイムにおいて他のプファルツ領の間で契約により分割された。選帝侯カール・フィリップはフェルデンツとラウターエッケンを、プファルツ＝ツヴァイブリュッケン＝ビルケンフェルト公クリスティアン3世はリュッツェルシュタイン伯領の半分とグッテンベルクを、カール・テオドール・フォン・ファルツ＝ズルツバッハがリュッツェルシュタイン伯領の残りの半分を受け取り、カール・テオドールはその後すぐにリュッツェルシュタイン伯領をプファルツ＝ツヴァイブリュッケンに割譲した。レオポルト・ルートヴィヒの死後、シュタイン領は3人の娘に残された。1723年にドロテアが最後に死去した後、フランスは元々帝国に属していた領土を没収した。
かつてのプファルツ＝フェルデンツは現在、ドイツのラインラント＝プファルツ州およびフランスのモーゼル県とバ＝ラン県の2県となっている。

## プファルツ＝フェルデンツ公
- ループレヒト（1543年 - 1544年）
- ゲオルク・ヨハン1世（1544年 - 1592年）
- ゲオルク・グスタフ（1592年 - 1634年）
- レオポルト・ルートヴィヒ（1634年 - 1694年）

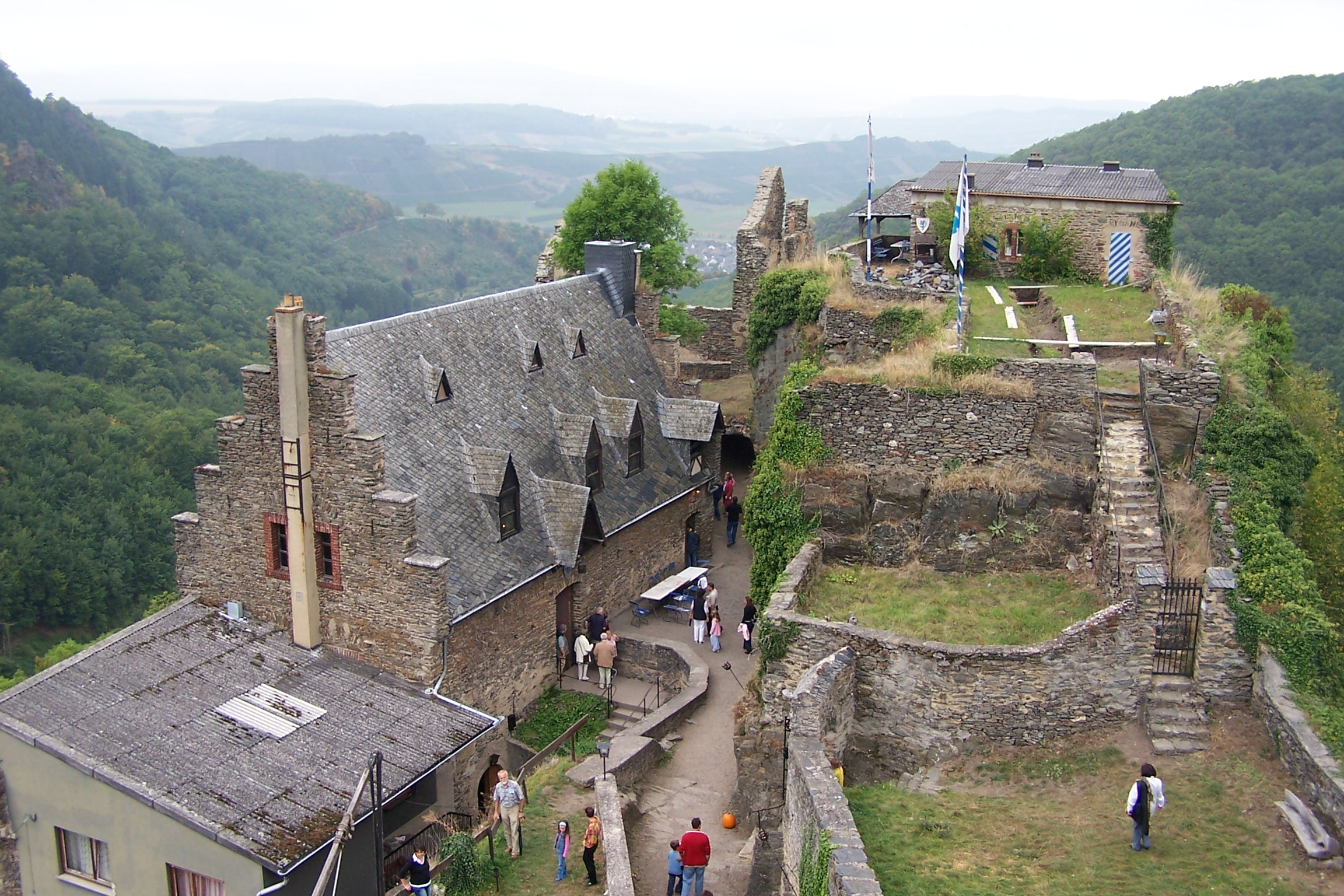
フェルデンツ城（2005年）
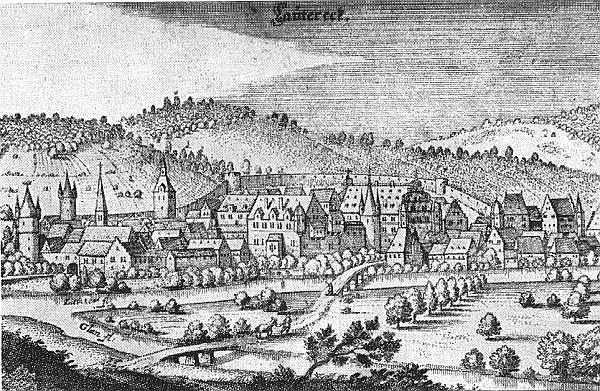
プファルツ＝フェルデンツ公の居城ラウターエッケン城
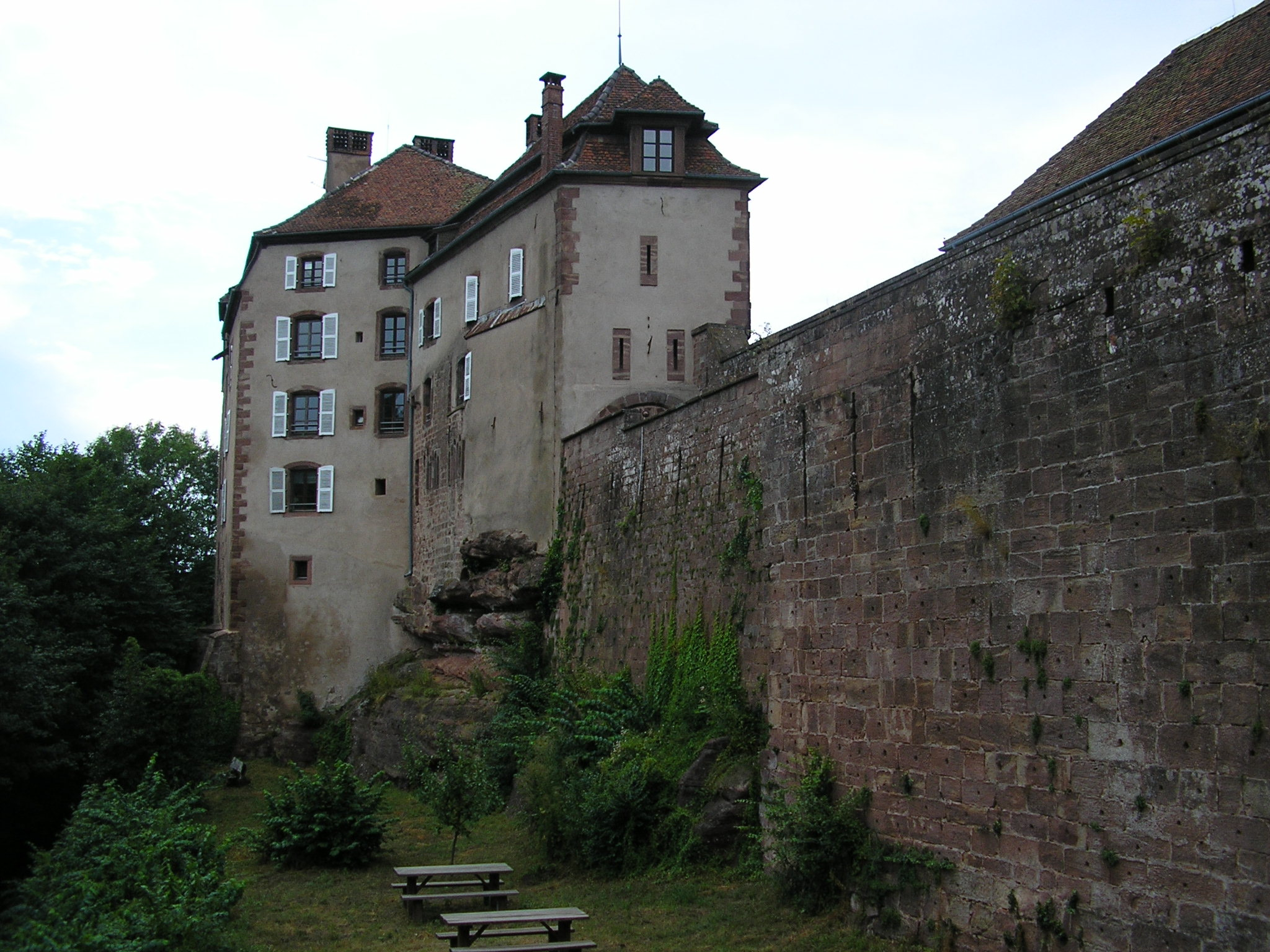
リュッツェルシュタイン城
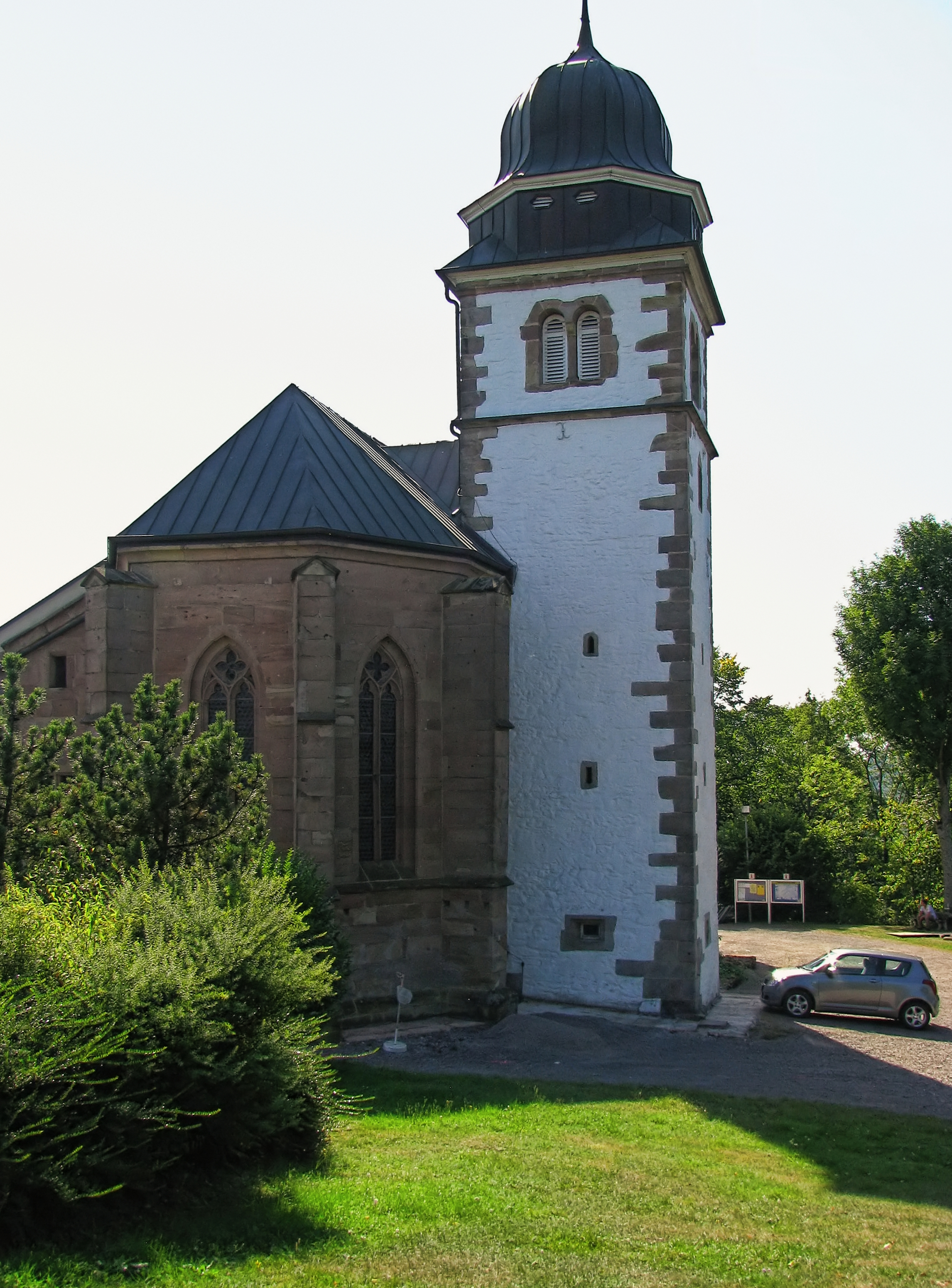
クーゼル近くの聖レミギウス修道院
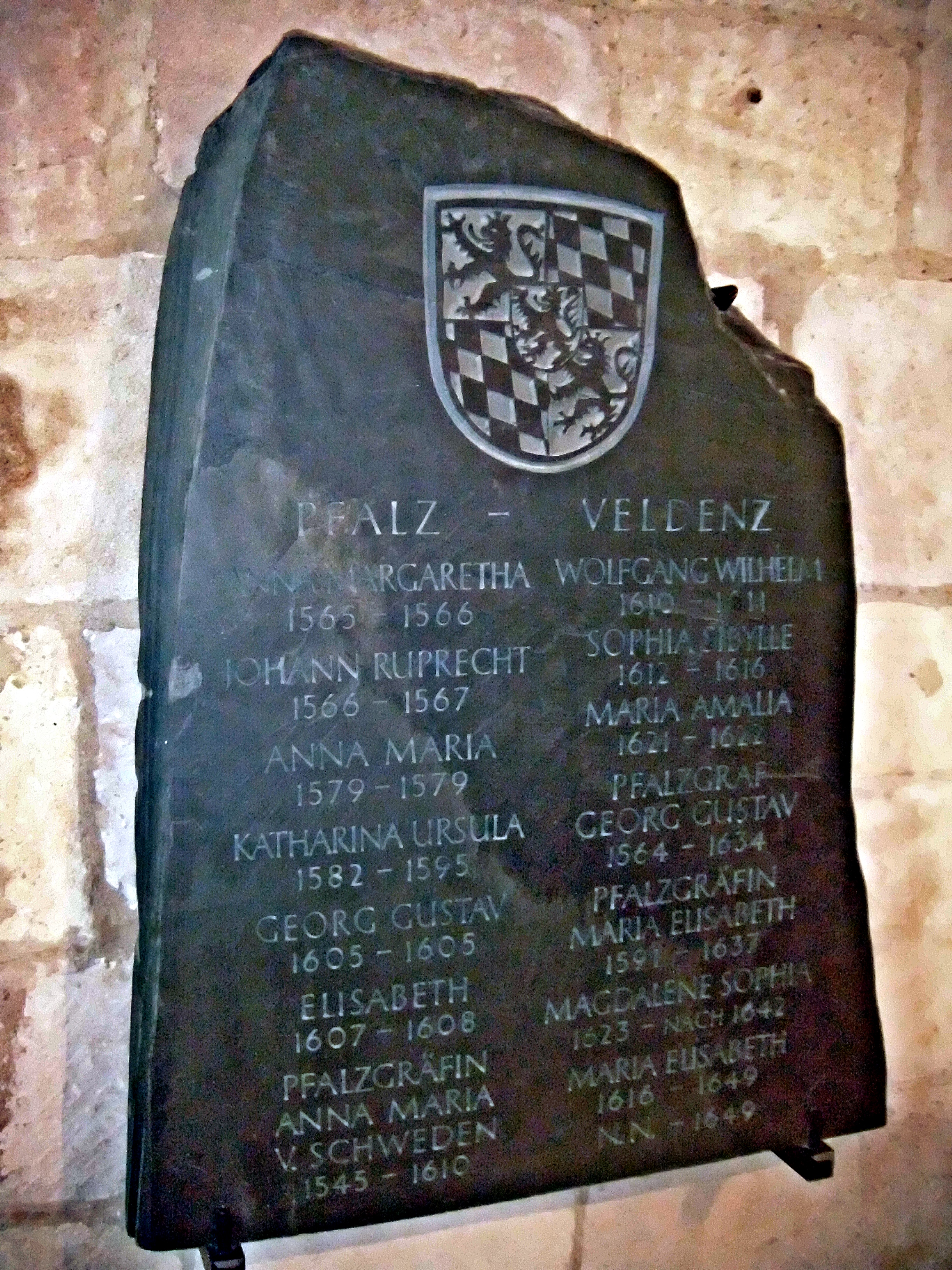
歴代プファルツ＝フェルデンツ公の埋葬場所を示す墓碑（聖レミギウス修道院）

## Literatur
- Gerhard Köbler (1990). Historisches Lexikon der deutschen Länder. Die deutschen Territorien vom Mittelalter bis zur Gegenwart. 3., verbesserte, um ein Register erweiterte Auflage. München: C.H. Beck. p. 412. ISBN 3-406-34838-6
- Theodor Gümbel (1900). Geschichte des Fürstentums Pfalz-Veldenz. Kaiserslautern: Eugen Crusius